# Johannes Geffert
Johannes Geffert (* 23. února 1951 v Bonnu) je německý varhaník.
Studoval Hochschule für Musik v Kolíně nad Rýnem, kde nyní sám vyučuje varhany a varhanní improvizaci. V roce 2008 zasedal v porotě Mezinárodní varhanní soutěže Petra Ebena v Opavě.